# Maireana murrayana
Maireana murrayana là loài thực vật có hoa thuộc họ Dền. Loài này được (Ewart & B. Rees) Paul G. Wilson mô tả khoa học đầu tiên năm 1975.